# Indigofera rhynchocarpa
Indigofera rhynchocarpa är en ärtväxtart som beskrevs av John Gilbert Baker. Indigofera rhynchocarpa ingår i släktet indigosläktet, och familjen ärtväxter.

## Underarter
Arten delas in i följande underarter:
- I. r. latipinna
- I. r. rhynchocarpa
- I. r. uluguruensis